# Worthing
Worthing ([ˈwɜrðɪŋ]) este un oraș și un district ne-metropolitan din Regatul Unit, reședința comitatului West Sussex, situat în regiunea South East, Anglia. Aria urbană are o populație de 183.000 locuitori, dintre care 98.700 locuiesc în orașul propriu zis, Worthing.

## Personalități născute aici
- Nicollette Sheridan (n. 1963), actriță americană;
- Gwendoline Christie (n. 1978), actriță.